# دی‌سدیم اوکتابورات تتراهیدرات
دی‌سدیم اوکتابورات تتراهیدرات (به انگلیسی: Disodium octaborate tetrahydrate) با فرمول شیمیایی Na۲B۸O۱۳.4H۲O یک ترکیب شیمیایی است. که جرم مولی آن 412.5270 g/mol می‌باشد. شکل ظاهری این ترکیب، پودر سفید است.